# Noyers-Saint-Martin
Noyers-Saint-Martin település Franciaországban, Oise megyében. Lakosainak száma 892 fő (2022. január 1.). Noyers-Saint-Martin Bucamps, Campremy, Montreuil-sur-Brêche, Noirémont, Reuil-sur-Brêche, Saint-André-Farivillers, Sainte-Eusoye és Thieux községekkel határos.

## Népesség
A település népességének változása:
| Lakosok száma | 777  | 804  | 848  | 863  | 869  | 890  | 903  | 898  | 892  |
|               | 2013 | 2015 | 2016 | 2017 | 2018 | 2019 | 2020 | 2021 | 2022 |